# 善福寺 (群馬県中之条町)
善福寺（ぜんぷくじ）は、群馬県吾妻郡中之条町にある浄土宗の寺院。

## 歴史
1342年（康永元年）、道覚浄辨によって開山された。48体ある善光寺如来第45番の像を安置するために寺を創建した。
当初は浄土宗でも西山派に属していたが、江戸時代より知恩院を総本山とする鎮西派の浄土宗に転派している。
当寺の本尊である善光寺如来は秘仏であり、原則午年に開帳される。鎌倉時代中期の作とされており、群馬県の重要文化財に指定されている。

## 文化財
- 金銅善光寺式三尊仏（群馬県指定重要文化財 昭和33年3月22日指定）[4]

## 交通アクセス
- 中之条駅より車10分。